# Чемпионат Европы по волейболу среди женских молодёжных команд 1998
16-й женский молодёжный чемпионат Европы по волейболу (финальный турнир) проходил с 22 по 30 августа 1998 года в двух городах Бельгии (Вилворде и Оттиньи-Лувен-ла-Нёве) с участием 12 сборных команд, составленных из игроков не старше 19 лет. Чемпионский титул во 2-й раз подряд выиграла молодёжная сборная Италии.

## Команды-участницы
Бельгия — команда страны-организатора;
Италия, Россия, Польша — по итогам молодёжного чемпионата Европы 1996;
Болгария, Германия, Нидерланды, Турция, Франция, Хорватия, Чехия, Югославия — по результатам квалификации.

## Квалификация
Квалификация (отборочный турнир) чемпионата прошла с 27 по 31 мая 1998 года с участием 24 команд. Были разыграны 8 путёвок в финальный турнир европейского первенства. От квалификации освобождены Бельгия (команда страны-организатора), Италия, Россия, Польша (по итогам предыдущего чемпионата Европы). 
Отборочный турнир включал один групповой этап, по две лучшие команды из групп которого вышли в финальную стадию чемпионата Европы.
| Место | Группа A ( Адапазары) | Группа B ( Даугавпилс) | Группа C ( Пула) | Группа D ( Бакэу) |
| ----- | --------------------- | ---------------------- | ---------------- | ----------------- |
| 1     | Турция                | Чехия                  | Хорватия         | Югославия         |
| 2     | Франция               | Болгария               | Германия         | Нидерланды        |
| 3     | Швейцария             | Украина                | Финляндия        | Румыния           |
| 4     | Испания               | Латвия                 | Португалия       | Беларусь          |
| 5     | Албания               | Словакия               | Австрия          | Греция            |
| 6     | Босния и Герцеговина  | Словения               | Швеция           | Израиль           |

## Система розыгрыша
Соревнования состояли из предварительного этапа и плей-офф. На предварительной стадии 12 команд-участниц были разбиты на 2 группы, в которых играли в один круг. По две лучшие команды из групп вышли в полуфинал плей-офф и далее определили призёров чемпионата. По такой же системе итоговые 5—8-е и 9—12-е места разыграли команды, занявшие в группах соответственно 3—4-е и 5—6-е места

## Предварительный этап
|  | Прошедшие в плей-офф за 1—4 места |
|  | Прошедшие в плей-офф за 5—8 места |

### Группа А
Оттиньи-Лувен-ла-Нёв
| М | Команда   | 1   | 2   | 3   | 4   | 5   | 6   | И | В | П | С/П   | О |
| - | --------- | --- | --- | --- | --- | --- | --- | - | - | - | ----- | - |
| 1 | Россия    |     | 3:0 | 3:0 | 2:3 | 3:0 | 3:0 | 5 | 4 | 1 | 14:3  | 9 |
| 2 | Чехия     | 0:3 |     | 1:3 | 3:1 | 3:0 | 3:0 | 5 | 3 | 2 | 10:7  | 8 |
| 3 | Польша    | 0:3 | 3:1 |     | 3:1 | 2:3 | 3:0 | 5 | 3 | 2 | 11:8  | 8 |
| 4 | Югославия | 3:2 | 1:3 | 1:3 |     | 3:1 | 2:3 | 5 | 2 | 3 | 10:12 | 7 |
| 5 | Германия  | 0:3 | 0:3 | 3:2 | 1:3 |     | 3:1 | 5 | 2 | 3 | 7:12  | 7 |
| 6 | Турция    | 0:3 | 0:3 | 0:3 | 3:2 | 1:3 |     | 5 | 1 | 4 | 4:14  | 6 |

22 августа
Россия — Германия 3:0 (15:6, 15:9, 15:12); Польша — Турция 3:0 (15:2, 15:5, 15:5); Чехия — Югославия 3:1 (16:14, 15:9, 12:15, 15:6).
23 августа
Германия — Польша 3:2 (12:15, 15:10, 15:9, 6:15, 18:16); Чехия — Турция 3:0 (17:15, 15:9, 15:0); Югославия — Россия 3:2 (8:15, 4:15, 15:12, 15:10, 15:13).
24 августа
Чехия — Германия 3:0 (15:12, 15:8, 15:13); Россия — Польша 3:0 (15:7, 15:11, 15:6); Турция — Югославия 3:2 (4:15, 15:9, 12:15, 15:12, 15:8).
26 августа
Польша — Чехия 3:1 (5:15, 15:13, 15:8, 15:12); Югославия — Германия 3:1 (15:11, 13:15, 15:6, 15:13); Россия — Турция 3:0 (15:5, 16:14, 15:6).
27 августа
Польша — Югославия 3:1 (15:11, 15:11, 11:15, 15:10); Германия — Турция 3:1 (15:8, 15:5, 11:15, 15:3); Россия — Чехия 3:0 (15:8, 15:11, 15:1).

### Группа В
Вилворде
| М | Команда    | 1   | 2   | 3   | 4   | 5   | 6   | И | В | П | С/П  | О  |
| - | ---------- | --- | --- | --- | --- | --- | --- | - | - | - | ---- | -- |
| 1 | Италия     |     | 3:0 | 3:0 | 3:0 | 3:0 | 3:0 | 5 | 5 | 0 | 15:0 | 10 |
| 2 | Бельгия    | 0:3 |     | 3:1 | 3:0 | 3:0 | 3:2 | 5 | 4 | 1 | 12:6 | 9  |
| 3 | Нидерланды | 0:3 | 1:3 |     | 3:1 | 3:1 | 3:0 | 5 | 3 | 2 | 10:8 | 8  |
| 4 | Хорватия   | 0:3 | 0:3 | 1:3 |     | 3:1 | 3:0 | 5 | 2 | 3 | 7:10 | 7  |
| 5 | Болгария   | 0:3 | 0:3 | 1:3 | 1:3 |     | 3:1 | 5 | 1 | 4 | 5:13 | 6  |
| 6 | Франция    | 0:3 | 2:3 | 0:3 | 0:3 | 1:3 |     | 5 | 0 | 5 | 3:15 | 5  |

22 августа
Италия — Хорватия 3:0 (15:4, 17:15, 15:4); Нидерланды — Болгария 3:1 (6:15, 15:11, 15:5, 15:170); Бельгия — Франция 3:2 (12:15, 15:13, 15:4, 5:15, 15:7).
23 августа
Италия — Болгария 3:0 (15:11, 15:9, 15:3); Хорватия — Франция 3:0 (15:11, 15:7, 16:14); Бельгия — Нидерланды 3:1 (15:6, 5:15, 15:11, 15:7).
24 августа
Хорватия — Болгария 3:1 (16:14, 11:15, 15:9, 16:14); Нидерланды — Франция 3:0 (15:6, 15:6, 15:9); Италия — Бельгия 3:0 (15:4, 15:7, 15:8).
26 августа
Нидерланды — Хорватия 3:1 (4:15, 15:10, 15:8, 15:8); Италия — Франция 3:0 (15:4, 15:0, 15:5); Бельгия — Болгария 3:0 (15:11, 15:5, 15:1).
27 августа
Италия — Нидерланды 3:0 (15:9, 15:8, 15:6); Болгария — Франция 3:1 (16:17, 15:7, 15:7, 15:8); Бельгия — Хорватия 3:0 (17:16, 15:9, 16:14).

## Плей-офф
Вилворде (1—4, 9—12 места), Оттиньи-Лувен-ла-Нёв (5—8 места)

### Полуфинал за 9—12-е места
29 августа
Франция — Германия 3:2 (17:15, 10:15, 13:15, 15:6, 15:10).
Турция — Болгария 3:2 (15:12, 15:10, 13:15, 11:15, 15:6).

### Полуфинал за 5—8-е места
29 августа
Польша — Хорватия 3:2 (13:15, 6:15, 15:13, 15:11, 15:11).
Югославия — Нидерланды 3:1 (15:10, 15:0, 13:15, 15:5).

### Полуфинал за 1—4-е места
29 августа
Италия — Чехия 3:1 (9:15, 15:7, 15:4, 15:6).
Россия — Бельгия 3:0 (15:12, 15:9, 15:1).

### Матч за 11-е место
30 августа
Германия — Болгария 3:2 (13:15, 15:7, 9:15, 15:7, 15:13).

### Матч за 9-е место
30 августа
Турция — Франция 3:2 (15:11, 15:8, 5:15, 8:15, 15:10).

### Матч за 7-е место
30 августа
Хорватия — Нидерланды 3:1 (12:15, 15:6, 15:6, 15:13).

### Матч за 5-е место
30 августа
Польша — Югославия 3:2 (11:15, 15:4, 8:15, 15:6, 15:12).

### Матч за 3-е место
30 августа
Чехия — Бельгия 3:1 (15:7, 13:15, 16:14, 15:5).

### Финал
30 августа
Италия — Россия 3:1 (6:15, 15:6, 15:11, 15:5).

## Итоги

### Положение команд
| Место | Команда    |
| ----- | ---------- |
| 1     | Италия     |
| 2     | Россия     |
| 3     | Чехия      |
| 4     | Бельгия    |
| 5     | Польша     |
| 6     | Югославия  |
| 7     | Хорватия   |
| 8     | Нидерланды |
| 9     | Турция     |
| 10    | Франция    |
| 11    | Германия   |
| 12    | Болгария   |

### Призёры
Италия: Ракеле Санджулиано, Стефания Донелли, Валентина Серена, Надя Чентони, Антонелла Дель Коре, Элиза Челла, Наталия Серена, Валерия Россо, Барбара Кампанари, Дженни Барацца, Сара Андзанелло, Паола Кардулло.
  Россия: Анна Артамонова, Анна Великанова, Екатерина Гамова, Татьяна Горшкова, Анжела Гурьева, Ольга Коновалова, Олеся Макарова, Анна Попова, Валерия Пушненкова, Ольга Чуканова, Екатерина Шицелова, Анастасия Ярцева. Главный тренер — Валерий Юрьев.
  Чехия: Яна Шиманкова, Катержина Хроустовска, Гелена Горка, Яна Ямборова, Яна Шенкова, Зузана Чернянска, Людмила Хваталова, Петра Новотна, Яна Брейхова, Магда Краликова, Вендула Гарагова, Барбора Невосадова.

### Индивидуальные призы
- MVP:  Надя Чентони
- Лучшая нападающая:  Анжела Гурьева
- Лучшая блокирующая:  Сара Андзанелло
- Лучшая связующая:  Фрауке Дирикс
- Лучшая либеро:  Элке Вейнховен
- Лучшая на подаче:  Ольга Чуканова
- Лучшая на приёме:  Анна Артамонова
- Самая результативная:  Екатерина Гамова